# 西川和夫
西川 和夫（にしかわ かずお、1942年 - ）は日本の臨床心理学者。文学博士（京都大学）・臨床心理士・学校心理士・上級産業カウンセラー。三重大学名誉教授。自己志向・他者志向エゴグラムの開発。

## 経歴
- 早稲田大学教育学部卒業
- 1970年に京都大学大学院文学研究科博士課程（心理学）を修了。
- 1972年より三重大学教育学部講師、同大学助教授、同大学教授へ。
- 2001年に三重大学で開催された日本家族心理学会第18回大会の大会長を務める。
- 2002年に三重大学で開催された日本交流分析学会第27回大会の大会長を務める。
- 2003年に岐阜聖徳学園大学客員教授となり、2005年より岐阜聖徳学園大学教育学部教授を務める。

## 所属学会
- 日本交流分析学会常任理事
- 日本家族心理学会理事
- 日本ロールレタリング学会理事

## 栄典
- 2023年4月 瑞宝中綬章[1][2]